# Michèle Coltelloni-Trannoy
 (décembre 2013).
Pour les articles homonymes, voir Coltelloni et Trannoy.
 Michèle Coltelloni-Trannoy, née en 1958, est professeure d’histoire romaine à l’université Paris-Sorbonne (Paris IV) depuis 2009. 
Ancienne élève de l'École normale supérieure de jeunes filles (1979 L), Michèle Coltelloni-Trannoy est agrégée de lettres classiques (1981).
Elle soutient son doctorat en 1988 avec une thèse sur le royaume de Maurétanie (25 av. J.-C. - 40 ap. J.-C.). 
En 2004 elle reçoit l’habilitation à diriger des recherches en histoire ancienne.
Ses principaux thèmes de recherche sont l’Afrique romaine et l’Histoire romaine de Dion Cassius. Elle publie en 1997 Le royaume de Maurétanie sous Juba II et Ptolémée, ouvrage dont l’intérêt principal est, selon Philippe Leveau, d’offrir une « étude de cas » d’une forme d’administration territoriale.
Le 11 avril 2013 elle participe à une table ronde organisée par Séverine Liatard sur France Culture, Inégalités hommes/femmes : la fin de l'histoire ?.
Michèle Coltelloni-Trannoy est présidente de la section “Histoire et archéologie des civilisations antiques” du Comité des travaux historiques et scientifiques.

## Publications
- Le royaume de Maurétanie sous Juba II et Ptolémée (25 av. J.-C.-40 ap. J.-C), Etudes d’Antiquités  Africaines, CNRS Editions, Paris, 1997
- En collaboration avec Guerber E., Napoli J., Rivière Y., Rome, ville et capitale (Ier s. av. J.-C.-IIè s. ap. J.- C.), Paris (éd. Atlande), 2002
- En collaboration avec Bertrandy Fr., L’Afrique romaine, de l’Atlantique à la Tripolitaine (69-439). Guide  bibliographique, Paris (éd. Armand Colin), 2005